# فرودگاه سانتا ماریا (پرو)
فرودگاه سانتا ماریا (انگلیسی: Santa Maria Airport) یک فرودگاه در بخش سانتا ماریا دل مار، استان لیما در کشور پرو قرار دارد.